# Günter Prebusch
Günter Prebusch (* 10. August 1939) ist ein ehemaliger deutscher Fußballspieler, der von 1959 bis 1968 in der DDR-Oberliga, der höchsten Spielklasse im DDR-Fußball, für Lokomotive Stendal aktiv war.

## Sportliche Laufbahn
Bis 1957 spielte Günter Prebusch in Salzwedel in der fünftklassigen Bezirksklasse Magdeburg. Anschließend wechselte er zur Saison 1958 (Kalenderjahr-Spielzeit) zum Oberligaabsteiger BSG Lok Stendal, wo er in der zweitklassigen DDR-Liga mit 19 Punktspieleinsätzen zum sofortigen Wiederaufstieg beitrug. In der Oberligaspielzeit 1959 hatte er sofort mit seinen 26 Einsätzen in allen 26 Oberligaspielen als rechter Verteidiger einen Stammplatz inne. Die Stendaler schafften nicht den Klassenerhalt und pendelten weiter bis 1963 von Saison zu Saison regelmäßig zwischen Oberliga und DDR-Liga, sodass Prebusch für zwei Spielzeiten zweitklassig spielen musste. Erst von der Saison 1963/64 (Rückkehr zum Herbst-Frühjahr-Rhythmus seit 1961) an konnte sich die BSG Lok längerfristig in der Oberliga etablieren. 1966 erreichte die Mannschaft das Endspiel um den DDR-Fußballpokal. Im Finale gegen die BSG Chemie Leipzig, das die Stendaler mit 0:1 verloren, war Prebusch auf seiner nunmehrigen Stammposition als Linksverteidiger eingesetzt worden. Bis 1968 blieb er Stammspieler der BSG Lok, es war sein letztes Oberligajahr. Nach der Saison 1967/68 musste Lok Stendal aus der höchsten Spielklasse absteigen und schaffte auch 1968/69 nicht die Rückkehr in die Oberliga. In der DDR-Liga-Saison 1968/69 wurde Prebusch nur noch in elf Punktspielen eingesetzt, danach beendete er seine Laufbahn im höherklassigen Fußball. Bis 1971 war er als Spielertrainer beim drittklassigen Bezirksligisten Motor Rathenow aktiv.